# François Fillon
François Fillon (født 4. marts 1954 i Le Mans, Sarthe) er en fransk politiker. Han blev 17. maj 2007 af den nyvalgte præsident Nicolas Sarkozy udnævnt til premierminister. Han har tidligere haft andre ministerposter, været medlem af senatet og præsident for regionalrådet i Pays de la Loire.
| Efterfulgte: Dominique de Villepin | Frankrigs premierministre 2007-2012 | Efterfulgtes af: Jean-Marc Ayrault |

- Wikimedia Commons har flere filer relateret til François Fillon